# 2020年夏季奥林匹克运动会莱索托代表团
2020年夏季奥林匹克运动会莱索托代表团是莱索托所派出的，因2019冠状病毒病疫情而延期至2021年举办的第32届夏季奥林匹克运动会的代表团。这是该国第十二次参加夏季奥运。

## 田径
莱索托在田径项目上获得以下资格（每个小项最多3名来自同一代表团的运动员参赛）：
注
- 径赛运动员的预赛排名是该运动员所在小组的排名，而非总排名
- Q = 直接晋级至下一轮
- q = 径赛：因在所有未直接晋级选手中成绩靠前而获得剩下的晋级名额；田赛：未达到晋级标准成绩但总排名靠前

径赛和公路赛
| 运动员                | 项目       | 决赛       | 决赛 |
| 运动员                | 项目       | 成绩       | 排名 |
| --------------------- | ---------- | ---------- | ---- |
| Khoarahlane Seutloali | 男子马拉松 | 2:25:03 SB | 66   |
| Neheng Khatala        | 女子马拉松 | 2:33:15    | 20   |